# Romantha Larue
Pour les articles homonymes, voir Larue.
Roomantha Larue, née le 4 juin 1998, est une haltérophile seychelloise.

## Carrière
Elle est médaillée de bronze à l'arraché, à l'épaulé-jeté et au total dans la catégorie des plus de 87 kg aux championnats d'Afrique 2022 au Caire.